# بتی بکرز
بتی بکرز (فرانسوی: Betty Beckers‎; ۳ مهٔ ۱۹۲۵ – ۲۱ دسامبر ۱۹۸۲) هنرپیشه اهل فرانسه بود.
از فیلم‌ها یا برنامه‌های تلویزیونی که وی در آنها نقش داشته‌است می‌توان به زن و بازیچه او، حقیقت، شیطان و ده فرمان، بلوار و ناپلئون اشاره کرد.